# Yossi Benayoun
Yossi Benayoun (hebreiska: יוסי בניון) född 5 maj 1980 i Dimona, Israel, är en israelisk före detta fotbollsspelare. Benayoun var lagkapten för det israeliska fotbollslandslaget.

## Klubblagskarriär

### Hapoel Be'er Sheva
När han var 15 tillbringade Benayoun ett år i Ajax ungdomslag men han återvände hem till Israel och Hapoel Be'er Sheva FC på grund av hemlängtan Han debuterade i klubben A-lag säsongen 1997-1998 då han blev lagets mesta målskytt med 15 gjorda mål. Hapoel Be'er Sheva ramlade dock ur högsta ligan och Benayoun köptes av Maccabi Haifa.

### Maccabi Haifa
I Haifa slutade Benayoun säsongen 1999-2000 tvåa i ligans skytteliga med 19 gjorda mål medan Haifa slutade på andra plats i ligan. Maccabi Haifa vann sedan ligan två år i rad (2001 och 2002) och Benayoun blev utsedd till ligans mest värdefulla spelare 2001. Totalt spelade Benayoun 130 ligamatcher och gjorde 55 mål för klubben innan han köptes av spanska Racing Santander sommaren 2002.

### Racing Santander
Benayoun stannade i det spanska laget i tre säsonger innan hans agenter köpte ut honom från Racing Santander 2005. Han förväntades skriva kontrakt med CSKA Moskva med tackade nej till den ryska klubben och uppvaktades istället av en rad klubbar som till exempel Newcastle, Tottenham, Liverpool, Bolton, Real Sociedad och Deportivo La Coruna.

### West Ham United
Istället skrev han i juli 2005 på ett kontrakt med West Ham, som precis hade gått upp i Premier League, som betalade 2,5 miljoner pund för honom. På två säsonger i West Ham gjorde Benayoun 8 mål på 63 ligamatcher. Han deltog även i 2006 års FA cup-final då West Ham förlorade mot Liverpool efter straffar.

### Liverpool FC
Den 12 juli 2007 annonserade Liverpool på sin officiella hemsida att man hade skrivit ett fyraårs-kontrakt med Benayoun I media rapporterades det att Liverpool hade betalat West Ham 5 miljoner pund för spelaren och managern Rafael Benitez jämförde Benayoun med Luis García som Liverpool hade sålt några veckor tidigare. Benayoun debuterade i Liverpool den 15 augusti i en Champions League-match mot Toulouse FC. Hans första mål kom mot Reading FC i Carling Cup 6 veckor efter debuten. Under sin första säsong i Liverpool deltog Benayoun i totalt 47 matcher (varav 30 i ligan) och gjorde 11 mål. Under sin andra säsong i klubben slutade laget tvåa i ligan och Benayoun gjorde 8 mål på 32 matcher i ligan.

### Chelsea
Den 2 juli 2010 bekräftade Liverpool på sin officiella hemsida att en övergång till Chelsea hade slutförts. Yossi debuterade för Chelsea i Community Shield den 8 augusti mot Manchester United där israelen fick göra ett inhopp. Benayoun gjorde sitt första mål för Chelsea i en bortamatch mot Wigan, där man vann 0-6.

### Arsenal
Under transferfönstrets sista timmar sommaren 2011 skrev Benayoun på ett lånekontrakt med Arsenal för säsongen 2011-12.

## Landslagskarriär
Benayoun var med i Israels U16-landslag då man slutade trea i U16-EM 1996. Mellan 1998 och 2001 spelade han 11 matcher och gjorde 5 mål för Israels U21-landslag men han debuterade trots detta i seniorlandslaget redan 1998.